# Bogino duu
Pour les articles homonymes, voir Bogino.
Les bogino duu (mongol cyrillique : богино дуу, богино signifiant court, littéralement, chant court) sont, avec les Urtyn duu (Уртын дуу, littéralement chant long), les deux formes principales de la musique mongole traditionnelle folklorique.
Ces deux noms sont des oppositions de style, lorsque l'on parle de long ou de court, il s'agit du temps de prononciation de certains mots, qui peuvent être très longs dans le cas des chants longs.